# Тасиалук
Тасиалук (англ. Tasialuk, инуктитут ᑕᓯᐊᓗᒃ), известное ранее как Айр-Лейк (англ. Ayr Lake) — озеро на северо-восточном побережье острова Баффинова Земля в регионе Кикиктани канадской территории Нунавут. Располагается на высоте 68 м над уровнем моря. Инуитские поселения Понд-Инлет находится в 360 километрах к северо-западу, а Клайд-Ривер в 35 километрах к востоку.
Свое первоначальное название озеро получило после 1950 года, по результатам экспедиции Патрика Дугласа Бэрда, директора монреальского филиала Арктического Института Северной Америки, Канадским советом было принято закрепить за озером название Айр-Лейк, чтобы увековечить название Северный Айр (англ. North Ayr), данное этому региону Джоном Россом.

## География
Озеро Тасиалук расположено к востоку от фьордов Сам-Форд и Эглинтон и простирается от северо-востока до юго-запада примерно на 60 километров. Река Когалу вытекает из северной части Тасиалука и сбрасывает свои воды в море Баффина в 40 километрах к северо-востоку.
На озере Тасиалук присутствуют впечатляющие пейзажи с массивными вершинами высотой около 1400 метров, поднимающимися и нависающими над берегом, особенно в его центральной части. Во внутренней части фьорда перевал Айр соединяется с Эглинтоном на западе.

## Исследование
Близость к горам Баффин и красоты пейзажа привлекают к Тасиалуку альпинистов и экстремалов.
Профессор геологии Университета Буффало Джейсон Бринер, эксперт в области изменения климата и реакции на это арктических ледников, неоднократно проводил в районе Тасиалука исследования по изучению климатических механизмов, приведших к переходу от средневекового тёплого периода к малому ледниковому.